# Pilsen (banda)
Pilsen fue una banda de punk rock argentina, fundada en Buenos Aires, por el cantante y compositor Enrique Chalar, conocido artísticamente como «Pil Trafa», conocido por ser vocalista de la banda punk Los Violadores.

## Historia
La agrupación se formó a fines de 1992, tras la disolución de Los Violadores, afines de ese mismo año. Pil Trafa, quien se encontraba radicado temporalmente en Lima, Perú; decide volver a Argentina, con el fin de poder seguir grabando para un sello discográfico multinacional y encarar un nuevo proyecto. La banda, estaba conformada como un cuarteto: Pil Trafa en voz, Eduardo Víctor "Tucán" Barauskas en guitarra, Alberto "Biko" Cappuccio en bajo y Sergio Vall en batería; siendo este último también exintegrante de Los Violadores. 
El nombre del grupo, es una variante de la cerveza Pilsener, originaria de la localidad de Pilsen, al oeste de República Checa. En enero de 1993, el conjunto grabó dos canciones en los estudios Synth de Río de Janeiro, junto a Ronald Biggs, el histórico ladrón del asalto al tren postal de Glasgow-Londres de 1963; que trabajó con los Sex Pistols.
A mediados de 1993, los Pilsen participan en la grabación de un álbum recopilatorio, grabado en vivo, titulado Radio Olmos y compartirán escena con bandas y artistas de gran trascendencia como Attaque 77, Massacre, Lethal, Hermética, entre otras.
Durante ese periodo, escribieron y compusieron, canciones junto a Campino, líder de la banda punk alemana, Die Toten Hosen y Steve Jones, exguitarrista de los Sex Pistols. Otras canciones las grabaron en un boliche llamado "Halley Rock Club", afines de ese mismo año. 
En 1994, se suceden cambios en los miembros de la banda, quedando solamente a Pil Trafa como único miembro estable en la voz y cuatro músicos de Villa Urquiza; (ciudad de origen de Pil Trafa) llamados "Vejez Prematura". Con esta nueva formación grabaron el segundo disco del grupo, Bestiario, que fue producido por Steve Jones. De este material, sobresale el único hit de la banda, titulado «Iván fue un comunista». La banda, finalmente se separó en 1995, tras tres años de carrera, dos trabajos discográficos de estudio y un álbum en vivo.
En noviembre de 2015, tras un comunicado de prensa, Pil Trafa anunció el regreso de Pilsen, y afirmó que realizaría un único concierto a modo de recuerdo con invitados especiales; en donde tocaron canciones de sus dos materiales discográficos. Tras esto, la agrupación volvió a separarse.
En 2017, volvió Pilsen a la actividad editando un disco en vivo titulado Pils3n, grabado en vivo en el Teatro Vorterix y con un nuevo disco en estudio en proceso.
Para marzo de 2020 se publica su nuevo trabajo discográfico titulado Carne, Tierras y Sangres.
El 13 de agosto de 2021 Pil falleció en Lima producto de un paro cardio respiratorio. Tras unos meses de duelo, los integrantes restantes de la banda deciden presentar el último disco como homenaje a Pil junto a varios invitados que interpretarán las canciones.
El 23 de enero de 2022 se anuncia el final de Pilsen y el inicio de una nueva banda llamada "El Ejercito Negro", liderada por el "Tucán".

## Discografía

### Álbumes de estudio
- Bajo otra bandera (Sony Music, 1993)
- Bestiario (Sony Music, 1994)
- Carne, tierras y sangre (RGS Music, 2020)

### Colaboraciones
- Radio Olmos (DBN, 1993)

### En vivo
- Pils3n (2017)